# Hrabstwo Allen (Kansas)

Piramida wieku hrabstwa

Hrabstwo Allen - (ang. Allen County) hrabstwo znajdujące się w USA w stanie Kansas. Założone 26 sierpnia 1855.

## Miasta
- Iola
- Humboldt
- La Harpe
- Gas
- Moran
- Savonburg
- Elsmore
- Mildred
- Bassett

## Sąsiednie hrabstwa
- Hrabstwo Anderson
- Hrabstwo Linn
- Hrabstwo Bourbon
- Hrabstwo Neosho
- Hrabstwo Wilson
- Hrabstwo Woodson
- Hrabstwo Coffey